# Bobby Parker (calciatore 1891)
Bobby Parker (Glasgow, 27 marzo 1891 – 1950) è stato un calciatore e allenatore di calcio scozzese, di ruolo attaccante.

## Carriera
Fu capocannoniere del campionato inglese nel 1915.

## Palmarès

### Giocatore

#### Competizioni nazionali
- Campionato scozzese: 1

Rangers: 1912-1913
- Campionato inglese: 1

Everton: 1914-1915